# Avhustivka, Icinea
Avhustivka (în ucraineană Августівка) este un sat în orașul raional Icinea din regiunea Cernihiv, Ucraina.

## Demografie
Componența lingvistică a localității Avhustivka
     Ucraineană (94,5%)
     Rusă (5,5%)
Conform recensământului din 2001, majoritatea populației localității Avhustivka era vorbitoare de ucraineană (94,5%), existând în minoritate și vorbitori de rusă (5,5%).